# 上級大将

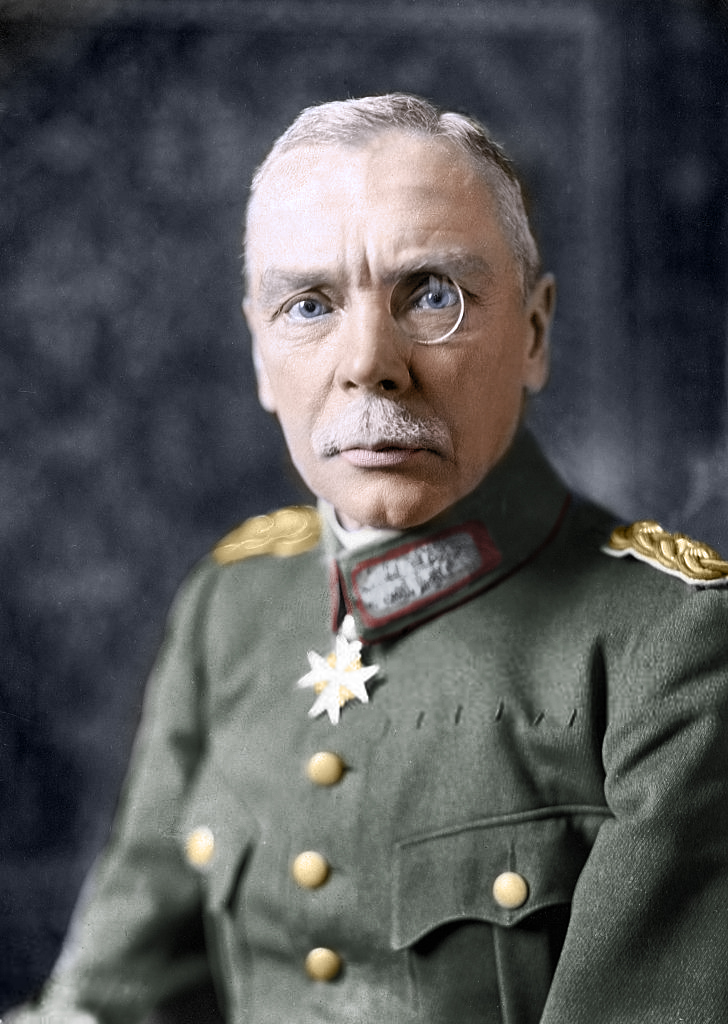
ハンス・フォン・ゼークト陸軍上級大将

上級大将（じょうきゅうたいしょう）は、軍隊の階級。通常大将の上に位置し将官の最高位の階級である。

## 概要
プロイセン王国陸軍、ドイツ帝国陸軍、ヴァイマル共和国陸軍、ドイツ国防軍陸海空軍、ソビエト連邦軍、文化大革命前の中華人民共和国等に置かれた。ロシア連邦とミャンマー連邦には今でも存在する。

## ドイツ語圏
プロイセン陸軍では、元帥位は戦時に敵の要塞を陥落させた現役指揮官にしか与えられなかった。平時に退役もしくは特段の功績を挙げた上級大将を昇進させなければならない場合には、元帥位を有する上級大将という階級が用いられた。
第三帝国では、陸空軍に「Generaloberst (英: Colonel General) 」 海軍に「Generaladmiral (英:General Admiral) 」および親衛隊に「SS-Oberst-Gruppenführer (直訳すると親衛隊最高集団指導者) 」が置かれ、これらは通常親衛隊上級大将と訳される。また、陸軍と協同作戦を執る武装親衛隊では混乱を避けるために陸軍同様に「Generaloberst der Waffen-SS」 という階級呼称を用いていた。警察を管轄する一般親衛隊では「SS-Oberst-Gruppenführer」と名称が異なっていたのも特徴である。しかし、訳語としては国防軍と同様に上級大将と訳されることが多い。
ドイツ連邦軍は、戦後米国の将官位の階級制を採用したために、上級大将の階級は存在せず、大将（Viersternegeneral、Four stars general、4個の星印の将軍）(de) がかつての上級大将の階級に相当する。1個の星は准将、2個は少将、3個は中将である。戦前のドイツ軍には将官位に准将位はなかったので、将官位の数は英米と同じ四階級であった。
他の国でも准将を置かない国の上級大将は准将を置く国の大将に相当する階級(NATOの階級符号のOF9)になっていることが多い。

### ヴァイマル共和国陸軍
- マクシミリアン・ハルダー（ドイツ語版）（Maximilian Halder）
- ヴィルヘルム・ハイエ（1869年 - 1946年）
- アレクサンダー・フォン・クルック（1846年 - 1934年）
- ハンス・フォン・ゼークト（1866年-1936年）
- クルト・フォン・ハンマーシュタイン＝エクヴォルト（1878年-1943年）

### ドイツ国防軍
最終階級が上級大将であった者を列挙する。

#### 陸軍

肩章
襟章

1. ヴィルヘルム・アダム（1877年 - 1949年）
2. ハンス＝ユルゲン・フォン・アルニム（1889年 - 1962年）
3. ルートヴィヒ・ベック（1880年 - 1944年7月20日）ヒトラー暗殺未遂事件に関与して自殺
4. ヨハネス・ブラスコヴィッツ（1883年 - 1948年）自殺
5. エデュアルト・ディートル（1890年 - 1944年）航空機事故
6. フリードリヒ・ドルマン（1882年 - 1944年）心臓発作
7. ニコラウス・フォン・ファルケンホルスト（1885年 - 1968年）
8. ヨハネス・フリースナー（1892年 - 1971年）
9. ヴェルナー・フォン・フリッチュ（1880年 - 1939年）戦死
10. フリードリヒ・フロム（1888年 - 1945年）ヒトラー暗殺未遂事件に関与して処刑
11. ハインツ・グデーリアン（1888年 - 1954年）
12. クルト・ハーゼ（1881年 - 1943年）
13. フランツ・ハルダー（1884年 - 1972年）
14. クルト・フォン・ハンマーシュタイン＝エクヴォルト（1878年 - 1943年）
15. ヨーゼフ・ハルペ（1887年 - 1968年）
16. ゴットハルト・ハインリツィ（1886年 - 1971年）
17. ヴァルター・ハイッツ（1878年 - 1944年）
18. カール・ヒルペルト（1888年 - 1947年）
19. カール＝アドルフ・ホリット（1891年 - 1985年）
20. エーリヒ・ヘプナー（1886年 - 1944年）ヒトラー暗殺未遂事件に関与して処刑
21. ヘルマン・ホト（1885年 - 1971年）
22. ハンス＝ヴァレンティーン・フーベ（1890年 - 1944年）航空機事故にて死亡
23. エルヴィン・イェーネッケ（1890年 - 1960年）
24. アルフレート・ヨードル（1890年 - 1946年）ニュルンベルク裁判にて処刑
25. ゲオルク・リンデマン（1884年 - 1963年）
26. エバーハルト・フォン・マッケンゼン（1889年 - 1969年）
27. エアハルト・ラウス（1889年 - 1956年）
28. ゲオルク＝ハンス・ラインハルト（1887年 - 1963年）
29. ロタール・レンデュリック（1887年 - 1971年）
30. リヒャルト・ルオッフ（1883年 - 1967年）
31. ハンス・フォン・ザルムート（1888年 - 1962年）
32. ルドルフ・シュミット（1886年 - 1957年）
33. オイゲン・フォン・ショーベルト（1883年 - 1941年）戦死
34. アドルフ・シュトラウス（1879年 - 1973年）
35. ハインリヒ・ゴットフリート・フォン・フィーティングホフ（1887年 - 1952年）
36. ヴァルター・ヴァイス（1890年 - 1967年）
37. クルト・ツァイツラー（1895年 - 1963年）

#### 海軍

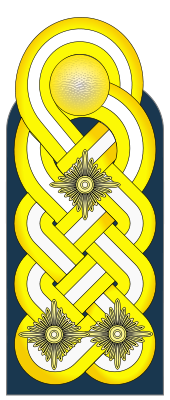
肩章
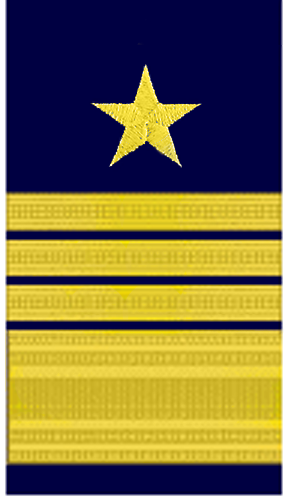
袖章

1. コンラート・アルブレヒト、1939年4月1日昇進
2. ヘルマン・ベーム、1941年4月1日昇進
3. ロルフ・カールス、1940年7月19日
4. ハンス＝ゲオルク・フォン・フリーデブルク、1945年5月1日昇進
5. オスカー・クメッツ、1944年9月16日昇進
6. ヴィルヘルム・マルシャル、1943年2月1日昇進
7. アルフレート・ザールヴェヒター、1940年1月1日昇進
8. オットー・シュニーヴィント、1944年3月1日昇進
9. Otto Schultze、1942年8月31日昇進
10. ヴァルター・ヴァルツェハ、1944年3月1日昇進
11. Karl Witzell、1941年4月1日昇進

- カール・デーニッツは海軍上級大将を経ずに、海軍大将から海軍元帥に特進した。

#### 空軍

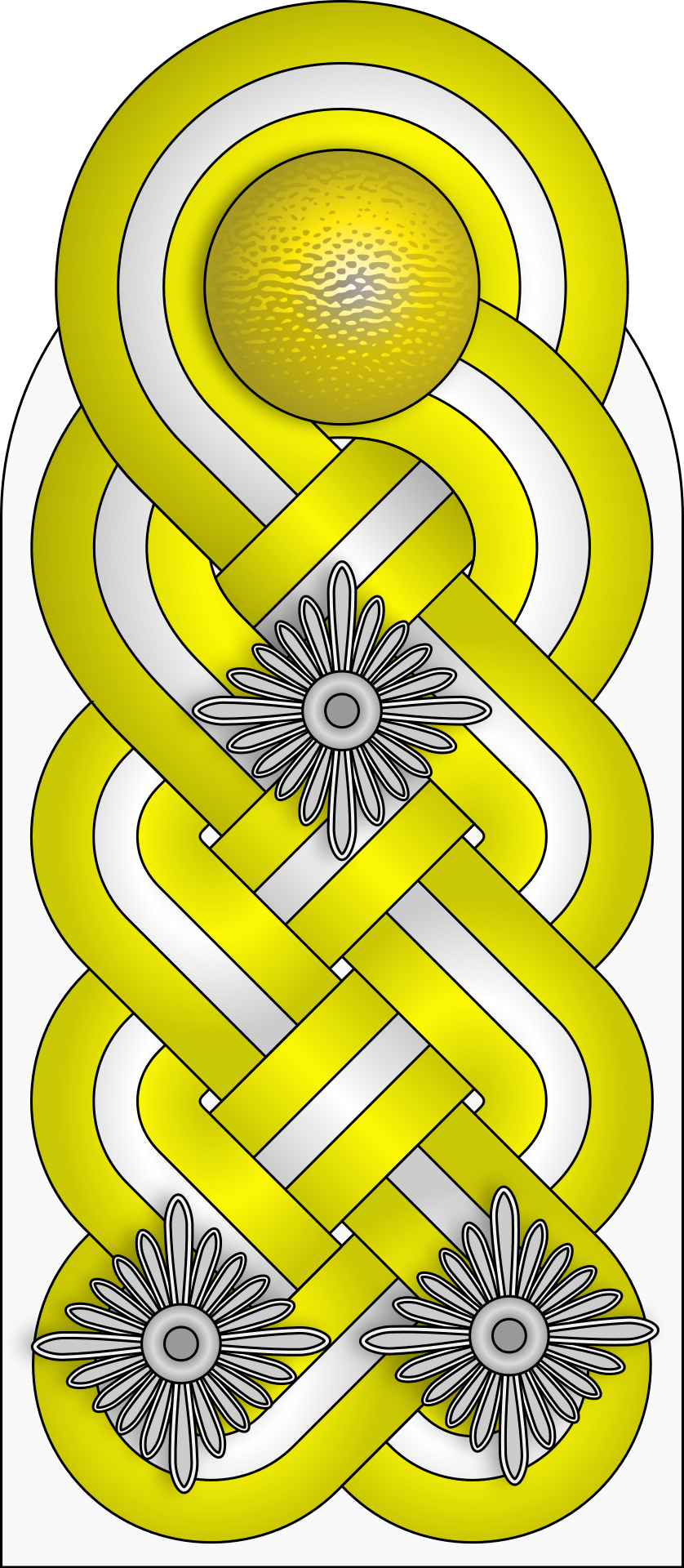
肩章
襟章

1. Otto Deßloch（1889年 - 1977年)
2. Ulrich Grauert（1889年 - 1941年）航空機事故
3. ハンス・イェションネク（1899年 - 1943年）自殺
4. Alfred Keller（1882年 - 1974年)
5. ギュンター・コルテン（1898年 - 1944年）ヒトラー暗殺を目的とした爆破に巻き込まれ死亡
6. アレクサンダー・レーア（1885年 - 1947年)
7. ブルーノ・レールツァー（1891年 - 1960年)
8. Günther Rüdel（1883年 - 1950年)
9. クルト・シュトゥデント（1890年 - 1978年)
10. ハンス＝ユルゲン・シュトゥムプフ（1889年 - 1968年)
11. エルンスト・ウーデット（1896年 - 1941年）技術局長時代に自殺
12. Hubert Weise（1884年 - 1950年)

### 親衛隊・武装親衛隊
1. クルト・ダリューゲ（1897年 - 1946年）処刑、親衛隊上級大将兼警察上級大将
2. ヨーゼフ・ディートリヒ（1892年 - 1966年）親衛隊上級大将兼武装親衛隊上級大将
3. パウル・ハウサー（1880年 - 1972年）親衛隊上級大将兼武装親衛隊上級大将
4. フランツ・クサーヴァー・シュヴァルツ（1875年 - 1947年）親衛隊上級大将

### オーストリア・ハンガリー帝国陸軍
オーストリア・ハンガリー帝国陸軍（独：kaiserlich-königliche Landwehr）にも上級大将に相当するGeneraloberstが存在した。しかし、1915年から1918年のあいだしか存在しなかった。承継国であるオーストリア第一共和国および第二共和国の軍隊では准将少将中将大将の将官四級制が採用されており上級大将は存在しない。
1. ヨーゼフ・フェルディナント・フォン・エスターライヒ (1872 - 1942)
2. フリードリヒ・フォン・ベック＝ルジコウスキ男爵 (1830 - 1920)
3. エドゥアルト・フォン・パール伯爵 (1837 - 1919)
4. アルトゥール・フォン・ボルフラス男爵 (1838 - 1922)
5. Friedrich Freiherr von Georgi (1852 - 1926)
6. Karl Freiherr von Pflanzer-Baltin (1855 - 1925)
7. ヴィクトル・フォン・ダンクル伯爵 (1854 - 1941)
8. Karl Tersztyánszky von Nádas (1854 - 1921)
9. Paul Freiherr Puhallo von Brlog (1856 - 1926)
10. Erzherzog Leopold Salvator (1863 - 1931)
11. Karl Graf von Kirchbach auf Lauterbach (1856 - 1939)
12. Adolf Freiherr von Rhemen zu Barenfels (1855 - 1932)
13. Karl Graf Huyn (1857 - 1938)
14. Hermann Kusmanek von Burgneustädten (1860 - 1934)
15. Karl Křitek (1861 - 1928)
16. ヴェンツェル・フォン・ヴルム男爵 (1859 - 1921)
17. サミュエル・フォン・ハツァイ男爵 (1851 - 1942)
18. Leopold Freiherr von Hauer (1854 - 1933)
19. Viktor Graf von Scheuchenstuel (1857 - 1938)
20. ステファン・サルコチッチ・フォン・ロヴチェン (1858 - 1939)
21. Josef Ritter Roth von Limanowa-Lapanów (1859 - 1927)
22. Arthur Freiherr Arz von Straussenburg (1857 - 1935)
23. Hugo Martiny von Malastów (1860 - 1940)
24. Rudolf Freiherr Stöger-Steiner von Steinstätten (1861 - 1921)
25. Alois Fürst Schönburg-Hartenstein (1858 - 1944)

## ロシア語圏・旧共産圏
ソビエト型の将官階級制度では、генерал-полковник (独: Generaloberst、英: Colonel General） は三ツ星の将官位であり、大将に相当する。その上位に上級大将位として陸軍将軍 (генерал армии(独: Armeegeneral、英: Army General))があり、これが将官の最高位である。東ドイツでは将官の上にドイツ民主共和国元帥 (de) が存在したが、戦時においてのみ全軍を一人が指揮するために設置される例外的な存在である。この場合には警察ならびに秘密情報機関も指揮下に入る。ソビエト軍においては元帥の階級を有する軍人がほとんどの時期に存在した。ソビエト軍の後継組織であるロシア連邦軍も同様である。また東側諸国の海軍においてaдмирал флота(独:Flottenadmiral英:Fleet Admiral)は陸空軍警察の上級大将に相当する階級であるが海軍元帥と訳されることが多い。
このように東側の軍隊において、Colonel Generalが大将に相当するのに対し、ドイツ国防軍等では上級大将に相当するので注意が必要である。

### ウクライナ軍
ウクライナ上級大将が陸軍式の階級として置かれていた。参謀総長と三軍(陸軍、海軍、空軍)の各司令官は大将が充てられ、ウクライナ上級大将は国防相やウクライナ保安庁、ウクライナ対外情報庁等の各長官等に充てられる。2018年1月時点で18人が任官していたが、ウクライナ軍は2016年以降准将(海軍は代将)の階級も置かれており、ウクライナ上級大将はNATO階級符号上は元帥に相当するOF-10級に位置づけられていた。2020年10月1日に廃止され上級大将位を有していた者は大将に降等した。

### 中央アジア諸国
ソ連軍の階級システムを継承したカザフスタン、キルギス、タジキスタン、トルクメニスタン、ウズベキスタン各国にも存在する。内ウズベキスタンは2002年に制定された。大統領と国防相に充てられ、トルクメニスタンは5人昇進しており、グルバングル・ベルディムハメドフ大統領とАгагельды Мамметгельдыевич Мамметгельдыев国防相はいずれも現役の上級大将でもある。

## 各国の上級大将

### アメリカ合衆国軍
同国陸軍のGeneral of the Army、海軍のFleet Admiral、空軍のGeneral of the Air Forceは通常元帥と訳されるが、他国軍の元帥と異なり大将の上位に位置する将官の最上級であるため、上級大将と訳すべきであるという意見もある。中国語ではこれらの階級は五星上将もしくは特級上将と訳される。

### 中国人民解放軍
日本語でいう大将に相当する上将の上に、上級大将に相当する大将（十大大将を参照）がかつて置かれていたが階級制度自体が1965年に廃止された。また階級制度が復活した1988年に上級大将に相当する一級上将が置かれたが誰にも授与されることなく94年に廃止された。

### フランス
フランスではアンシャンレジームから復古王政にかけて上級大将(仏: colonel-général)は大将 (général、1793年以後はgénéral en chef)の上位階級として存在していた。 ただしこれは各兵科の最先任将官に対する称号として用いられていたものであり、第一次帝政時ではダヴー（擲弾歩兵）、スルト（猟歩兵）、ベシェール（騎兵）、モルティエ（海兵および砲兵）などがこの称号を与えられた。1830年以降叙任者がおらず、自然消滅の形で廃止された。階級章に台地が兵科色の肩章に5つ星が付けられていた。1921年3月17日に陸軍にGéneral commandant de corps d'armée (後のGénéral de corps d'armée)およびGénéral commandant d'armée (後のGénéral d'armée)が、海軍にVice-amiral commandant d'escadre (後のVice-amiral d'escadre)およびVice-amiral chef d'état-major général de la marine (後のAmiral)が制定されたが、NATO発足までそれぞれ大将および上級大将に相当するものとされていた。

### ベトナム人民軍
上級大将に相当するĐại tường (チュハン:大将　英:Army general) と大将に相当するThượng tướng (チュハン:上将　英:Colonel General) が陸軍と公安に置かれている。初めてĐại tướngの階級を授与されたのは、ヴォー・グエン・ザップであった。以降彼を含めて12人しか出ていない。主に共産党中央政治局委員や国防相に充てられる。海軍では上級大将相当の階級は存在せず大将に相当するĐô đốc(チュハン:都督）が最高階級である。ベトナムには准将に相当するĐại tá(OF-6)が存在するためThượng tướngを大将、Đại tướngは元帥と訳すべきだという意見も存在する。またNATO階級符号ではThượng tướngもĐại tướngもOF-9に分類されており欧米諸国の大将相当と位置付けられている。だだ、当のベトナムでは現在でも上将を英語表記でSenior lieutenant general、フランス語表記でもPremier lieutenant généralまたはLieutenant général sprérieurと表記し、上級中将の位置付けとする場合がある。1946年の建軍から58年までは旧日本軍にならい少将、中将、大将の将官三階級制だった。

### 中華民国国軍
一級上将が上級大将に、二級上将が大将に相当する。この一・二級の分離は1935年になされた。中華民国国防部の参謀総長は一級上将1名（国防部軍令副部長を兼任）、二級上将は副参謀総長3名だった。2013年より参謀総長は二級上将、副参謀総長は中将(兼任執行官は二級上将のまま)に降格され、一級上将は戦時または特別の功績を挙げた場合のみに設置される階級となる予定だったが、既に2013年1月16日にそれより前倒しされる形で空軍総司令だった厳明が二級上将のまま参謀総長に任命され、さらに7ヶ月後の8月8日に国防部長となった。
国防部参謀本部参謀総長は1970年から2001年にかけて中華民国軍の実質的な指揮者としての立場を有していた。また、かつては一級上将のさらに上に特級上将(Generalissimo)という階級があったがこれは蔣介石にのみ与えられた。
NATO階級符号上は一級上将も二級上将も准将を置く国の大将に相当するOF-9級に位置づけられており日本の自衛隊同様准将に相当するOF-6級が存在しない建前となっている。

中華民国陸軍一級上将の肩章
中華民国海軍一級上将の肩章
中華民国空軍一級上将の肩章

中華民國陸軍一級上將旗
中華民國海軍一級上將旗
中華民國空軍一級上將旗

### ミャンマー軍
ミャンマーの国家元首を務めていたタン・シュエ国家平和発展評議会議長(同評議会は2011年3月に解散)の軍人としての階級は陸軍上級大将 (Senior General) である。なおミャンマー軍には上級大将と大将の間にも上級大将補 (Vice Senior General) という階級が存在し、同評議会副議長の座にあったマウン・エイがこの階級を授与された。またミャンマー国軍には准将の階級も存在し、NATOの階級符号では上級大将は元帥級のOF-10、上級大将補は同国軍の大将同様四つ星将軍級のOF-9に相当する。このため准将を置かない大陸欧州系諸国の上級大将とは性格がことなる。

### スペイン海軍
スペインでは1997年まで大将位は無く、中将の中で国防参謀総長、陸軍参謀総長、海軍参謀総長および空軍参謀総長の就任者のみを大将待遇としていた。大将位制定にあたって、その階級呼称を陸軍はgeneral de ejército,空軍はgeneral del aireとしたのに対し、海軍は元来、少将を意味するcontralmirante、中将を意味するvicealmirante、そして大将を意味するalmiranteをそれぞれ准将、少将、および中将としてきたため、旧ドイツ海軍の上級大将(General admiral)と同じくalmirante generalを大将の階級呼称としている。そのため、陸軍および空軍将官の階級呼称の和訳を准将～大将としているのに対し、海軍将官を少将～上級大将と和訳する人もいる。